# Geoffrey Cox

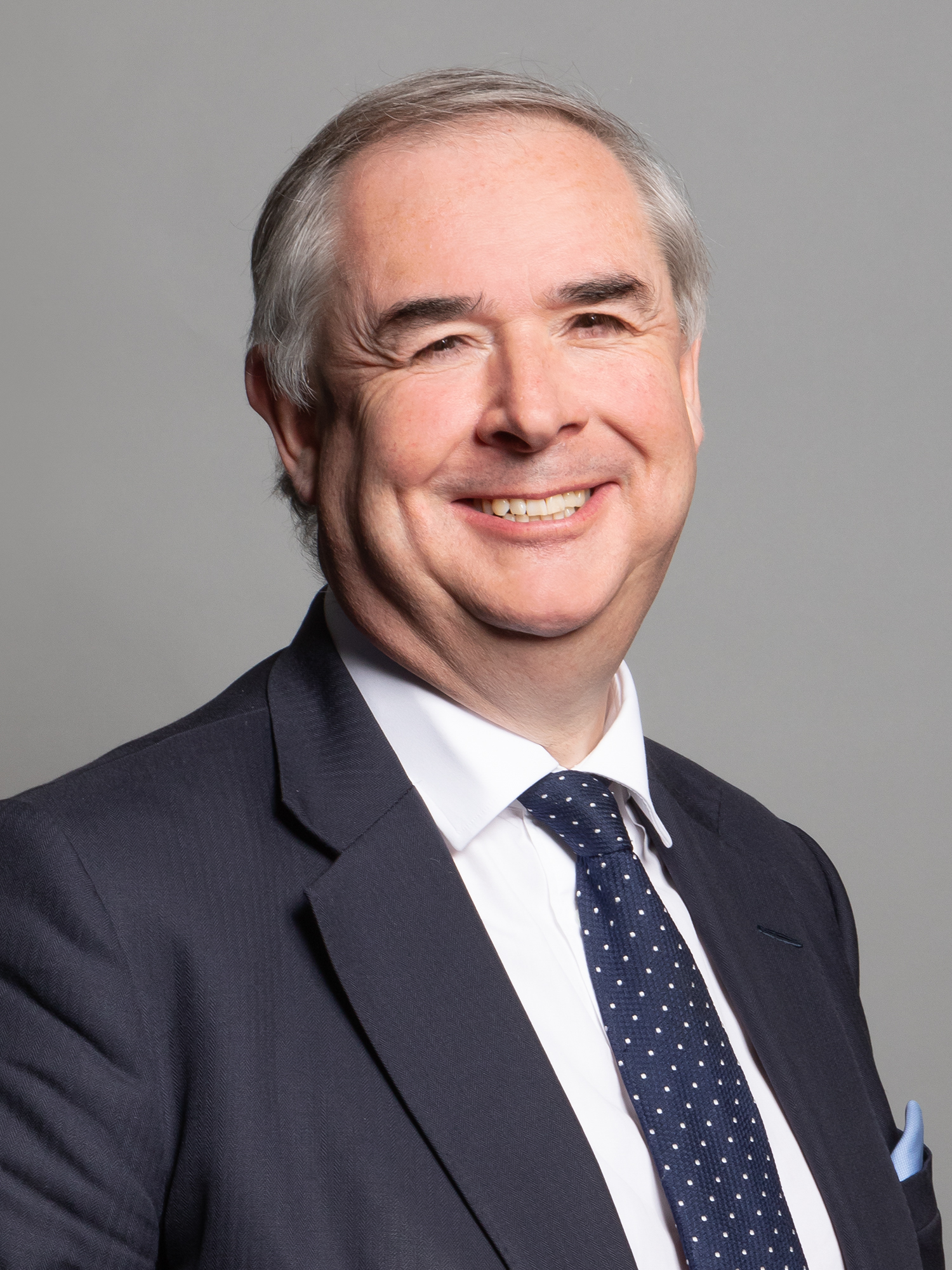
Geoffrey Cox (12. Januar 2020)

Sir Charles Geoffrey Cox, Kt, PC, KC (* 30. April 1960 in Wroughton, Wiltshire) ist ein britischer Rechtsanwalt und Politiker der Conservative Party, der unter anderem seit 2005 Abgeordneter des Unterhauses (House of Commons) ist und zwischen 2018 und 2020 Generalstaatsanwalt für England und Wales und zugleich in Personalunion Generaladvokat von Nordirland war.

## Leben
Charles Geoffrey Cox begann nach dem Besuch des King’s College in Taunton ein Studium der Fächer Rechtswissenschaft und Klassische Altertumswissenschaft am Downing College der Universität Cambridge. Nach dessen Abschluss nahm er nach seiner Zulassung als Barrister bei der Anwaltskammer Middle Temple 1982 eine rechtsanwaltliche Tätigkeit als auf und war 1992 Mitgründer der Anwaltskanzlei Thomas More Chambers sowie Mitglied der Vereinigung für Strafrecht (Criminal Bar Association). Er ist in vielen hochkarätigen Fällen aufgetreten, die von der Verhandlung bis zur Berufung vor dem Berufungsgericht (Court of Appeal), dem Kronrat (Privy Council) und dem Obersten Gerichtshof (Supreme Court) nationale und internationale Aufmerksamkeit erregten und wurde aufgrund seiner Erfahrungen und Verdienste am 29. April 2003 zum Kronanwalt (Queen’s Counsel) berufen. Bei der Unterhauswahl am 7. Juni 2001 kandidierte er im Wahlkreis Devon West and Torridge für ein Mandat im Unterhaus, unterlag aber gegen den Abgeordneten John Burnett von den Liberal Democrats.
Bei der Unterhauswahl am 5. Mai 2005 wurde Cox als Nachfolger von John Burnett für die Konservativen im Wahlkreis Devon West and Torridge erstmals als Abgeordneter in das Unterhaus (House of Commons) gewählt und am 6. Mai 2010, 7. Mai 2015, am 8. Juni 2017 und am 12. Dezember 2019 jeweils wiedergewählt. Er war zu Beginn seiner Parlamentszugehörigkeit zunächst zwischen dem 11. Dezember 2006 und dem 6. Mai 2010 Mitglied des Ausschusses für Umwelt, Ernährung und ländliche Angelegenheiten (Environment, Food and Rural Affairs Committee) sowie vom 26. Juli bis zum 7. Januar 2013 Mitglied des Ausschusses für Standards und Privilegien (Standards and Privileges Committee). Nach der Aufteilung dieses Ausschusses in separate Ausschüsse war er zwischen dem 7. Januar 2013 und dem 28. Oktober 2015 Mitglied des Ausschusses für Standards sowie zugleich vom 7. Januar 2013 bis zum 30. März 2015 Mitglied des Ausschusses für Privilegien.
Im Rahmen einer Umbildung des zweiten Kabinetts May wurde Geoffrey Cox am 9. Juli 2018 Nachfolger von Jeremy Wright als Generalstaatsanwalt für England und Wales (Attorney General for England and Wales) und bekleidete dieses Ministeramt auch im Kabinett Boris Johnson I (24. Juli 2019 bis zum 16. Dezember 2019) sowie vom 16. Dezember 2019 bis zu seiner Ablösung durch Suella Braverman im Rahmen der Kabinettsumbildung am 13. Februar 2020 auch im Kabinett Boris Johnson II. Als Generalstaatsanwalt für England und Wales war er zwischen dem 15. Juli 2014 und dem 9. Juli 2018 zugleich in Personalunion Generaladvokat von Nordirland (Advocate General for Northern Ireland). Ferner wurde er am 11. Juli 2018 auch Mitglied des Privy Council. Für seine Verdienste wurde er am 31. Dezember 2018 als Knight Bachelor nobilitiert, wodurch er seither das Prädikat „Sir“ führt.
Aus seiner 1985 geschlossenen Ehe mit Jeanie MacDonald gingen drei Kinder hervor.